# 奧爾角
63°51′S 60°38′W / 63.850°S 60.633°W
奧爾角（Awl Point），是南極洲的海岬，處於博奇角東北面6公里的特里尼蒂島東部，屬於帕默群島的一部分，在1952年被繪入阿根廷地圖，該山峰現時由南極條約體系管理。